# Михайлова, Авдотья Михайловна
Михайлова Авдотья Михайловна (1746 — 3 (15) августа 1807, Петербург (?)] — актриса

, оперная певица (сопрано) и драмы, одна из первых по времени русских драматических актрис.
Мать актрисы Е. В. Михайловой.
По словам Греча, Михайлова до своего приезда в Санкт-Петербург была актрисой русского вольного театра в Москве.

## Биография
Поначалу выступала во французских и итальянских комических операх (в ролях субреток) и драмах, исполняла характерные роли. Начинала играть в студенческом театре Императорского Московского университета.
После выхода Указа Елизаветы Петровны от 30 августа 1756 года о создании Императорского театра в России, Михайлова была отозвана из Москвы в Петербург и в Петербурге была зачислена в труппу Сумарокова ещё в бытность её при шляхетском корпусе.

Большая биографическая энциклопедия отмечает: 
 «Обладала приятным голосом обширного диапазона и ярким комич. дарованием».
Была первой исполнительницей многих партий: Фирюлина («Несчастье от кареты» на текст Княжнина и музыку Пашкевича), Соломонида («Санкт-петербургский гостиный двор» Матинского), Сварлида («Добрые солдаты» А. Бюлана), Драгима («Горбатые»), Дуняша («Два охотника»); Фетинья («Мельник — колдун, обманщик и сват», текст Аблесимова с музыкой в переработке Соколовского). С большим успехом выступала в операх «Две невесты», «Деревенский маркиз», «Севильский цирюльник» Джованни Паизиелло, «Трубочист-князь», «Притворная любовница» Джованни Паизиелло, «Мнимые философы» Джованни Паизиелло, «Ринальдо д’Аст». Выступала и как драматическая актриса — Простакова в «Недоросле».
Партнеры: А. Крутицкий, И. П. Петров, П. Черникова (мать актрисы С. В. Самойловой, бабушка известных артистов: Василий Самойлов, Самойлова 1-я, Самойлова 2-я), Я. Шумский.
Кроме того, была известна как исполнительница русских народных песен. Её исполнительские традиции были продолжены Е. Сандуновой.
Впоследствии перешла на комические роли старых кокеток.